# Lista do Património Cultural Imaterial da Humanidade no Brasil

A Organização das Nações Unidas para a Educação, a Ciência e a Cultura (UNESCO) propôs um plano de proteção ao patrimônio cultural do mundo, através da Convenção sobre o Patrimônio Cultural Imaterial da Humanidade, cujo processo de implementação teve início em 1997 e foi oficializado em 2003. Esta é uma lista do Patrimônio Cultural Imaterial existente no Brasil, especificamente classificada pela UNESCO visando catalogar e proteger manifestações da cultura humana no país. O Brasil, país que reúne uma diversa cultura originada do contato direto entre as culturas ameríndias, africana e europeia, ratificou a convenção em 1 de março de 2006, tornando suas manifestações culturais elegíveis para inclusão na lista.
As manifestações Expressões orais e gráficas dos Oiampis e Samba de roda do Recôncavo baiano foram as primeiras manifestações do Brasil incluídas na lista do Patrimônio Cultural Imaterial da UNESCO por ocasião da 3.ª Sessão do Comitê Intergovernamental para a Proteção do Patrimônio Cultural Imaterial da Humanidade, realizada em Istambul (Turquia) em 2008. Desde a mais recente adesão à lista, o Brasil totaliza 10 manifestações culturais classificadas como Patrimônio Cultural Imaterial.

## Bens imateriais
O Brasil conta atualmente com as seguintes manifestações declaradas como Patrimônio Cultural Imaterial pela UNESCO:
| | Samba de roda do Recôncavo baiano |
| Bem imaterial inscrito em 2008. |                                   |
| O Samba de Roda, que envolve música, dança e poesia, é uma festa popular que se desenvolveu no estado da Bahia, na região do Recôncavo durante o século XVII. Baseou-se fortemente nas danças e tradições culturais dos escravos africanos da região. A performance também incluía elementos da cultura portuguesa como a língua, a poesia e alguns instrumentos musicais. À princípio, um grande componente da cultura popular regional entre os brasileiros de ascendência africana, o samba-de-roda acabou sendo levado por migrantes para o Rio de Janeiro, onde influenciou a evolução do samba urbano que se tornou símbolo da identidade nacional brasileira no século XX. (UNESCO/BPI) |                                   |

| | Expressões orais e gráficas dos Oiampis |
| Bem imaterial inscrito em 2008. |                                         |
| Os Oiampis (Wajãpi), do grupo cultural-linguístico tupi-guarani, são indígenas da região norte da Amazônia. Cerca de 580 Wajãpi vivem em 40 pequenas aldeias em um território especialmente designado no estado do Amapá. Os Wajãpi têm uma longa história de uso de corantes vegetais para adornar seus corpos e objetos com motivos geométricos. Ao longo dos séculos, eles desenvolveram um sistema de comunicação único – uma rica mistura de componentes gráficos e verbais – que reflete sua visão de mundo e lhes permite transmitir conhecimento sobre a vida da comunidade. (UNESCO/BPI) |                                         |

| | Yaokwa, o ritual do povo Enawene-Nawe para a manutenção da ordem social e cósmica |
| Bem imaterial inscrito em 2011. |                                                                                   |
| O povo Enawene-Nawe vive na bacia do rio Juruena, no sul da floresta amazônica. Eles realizam o ritual Yaokwa todos os anos durante o período de seca para homenagear os espíritos Yakairiti, garantindo assim a ordem cósmica e social para os diferentes clãs. O ritual liga a biodiversidade local a uma cosmologia complexa e simbólica que conecta os diferentes mas inseparáveis domínios da sociedade, cultura e natureza. Integra-se às suas atividades cotidianas ao longo de sete meses durante os quais os clãs alternam responsabilidades: um grupo embarca em expedições de pesca por toda a área enquanto outro prepara oferendas de sal-gema, peixe e comida ritual para os espíritos, e executa música e dança . O ritual combina conhecimentos de agricultura, processamento de alimentos, artesanato (trajes, ferramentas e instrumentos musicais) e construção de casas e barragens de pesca. Yaokwa e a biodiversidade local que celebra representam um ecossistema extremamente delicado e frágil cuja continuidade depende diretamente de sua conservação. No entanto, ambos estão agora seriamente ameaçados pelo desmatamento e práticas invasivas, incluindo mineração e extração de madeira intensiva, atividade pecuária extensiva, poluição da água, degradação de nascentes, processos de assentamento urbano não regulamentados, construção de estradas, hidrovias e barragens, drenagem e desvio de rios, queima de florestas e pesca ilegal e comércio de animais selvagens. (UNESCO/BPI) |                                                                                   |

| | Museu Vivo do Fandango |
| Bem imaterial inscrito em 2011. |                        |
| O fandango é uma expressão de música e dança popular em comunidades litorâneas do sul e sudeste do Brasil. Canções de fandango são chamadas de modas e são tocadas com instrumentos artesanais – viola, rabeca e tambor de moldura. Tradicionalmente, os fandangos eram oferecidos como pagamento por atividades coletivas, como plantio, colheita e pesca. No entanto, o declínio do trabalho coletivo fez com que o fandango perdesse seu prestígio e senso de identidade: muitos representantes morreram e as novas gerações lhe são indiferentes. O Museu Vivo do Fandango foi concebido para promover ações de salvaguarda do fandango como parte importante de seu patrimônio cultural. A iniciativa partiu de uma organização não governamental, a Associação Cultural Caburé. Cerca de 300 praticantes locais ou fandangueiros participaram para criar um museu comunitário ao ar livre e um circuito de visita e troca de experiências, que inclui casas de fandangueiros e fabricantes de instrumentos musicais, centros culturais e de pesquisa e locais de venda de artesanato local. O museu tem promovido a sensibilização através da organização de espetáculos locais, realização de workshops em parceria com professores, edição de livros e CDs, criação de um website e disponibilização de coleções bibliográficas e audiovisuais. O modelo é baseado na cooperação, podendo ser adaptado para outras expressões culturais e contextos regionais semelhantes, levando em consideração suas características locais. (UNESCO/BPI) |                        |

| | Frevo, artes performáticas do Carnaval do Recife |
| Bem imaterial inscrito em 2012. |                                                  |
| Frevo é uma expressão artística brasileira composta por música e dança, realizada principalmente durante o Carnaval do Recife. Seu ritmo rápido, frenético e vigoroso baseia-se na fusão de gêneros musicais como música de marcha, tango brasileiro, quadrilha, polca e peças de repertório clássico, executadas por bandas marciais e fanfarras. A música é essencialmente urbana e, como a dança que a acompanha, ‘Passo’, é vigorosa e subversiva. A dança nasce da habilidade e agilidade dos capoeiristas, que improvisam saltos ao som eletrizante de orquestras e bandas de aço. Praticantes de Frevo e Passo fazem parte de associações, cada uma das quais participa de desfiles para o carnaval. Sua sede dá suporte ao desenvolvimento, preservação e transmissão de conhecimentos e habilidades relacionadas ao Frevo. O elemento também tem estreita ligação com as crenças e universo simbólico da religião dos praticantes. Várias associações têm cores relacionadas à devoção dos membros e vários enfeites têm significados religiosos. O Frevo é formado pela criatividade e riquezas culturais que advêm da grande mistura de música, dança, capoeira e artesanato, entre outros, demonstrando o engenho e capacidade criativa de seus praticantes. Essa capacidade de promover a criatividade humana e o respeito à diversidade cultural é inerente ao Frevo. (UNESCO/BPI) |                                                  |

| | Círio de Nazaré na cidade de Belém do Pará |
| Bem imaterial inscrito em 2013. |                                            |
| A festa do Círio de Nazaré em Belém homenageia Nossa Senhora de Nazaré. A procissão principal encerra as festividades no segundo domingo de outubro, quando uma imagem de madeira de Nossa Senhora de Nazaré é transportada da Sé Catedral para a Praça do Santuário, mas as comemorações começam em agosto e vão até quinze dias após a procissão. Quase toda a cidade participa e um grande número de peregrinos viaja de todo o Brasil para participar daquele que é um dos maiores encontros religiosos do mundo. A celebração incorpora vários elementos culturais que refletem a sociedade multicultural do Brasil, incluindo a cultura e a culinária amazônica, e artesanato, como brinquedos feitos de madeira de palmeira local. A mistura do sagrado e do profano confere a este evento dimensões religiosas, estéticas, turísticas, sociais e culturais. Os barcos desempenham um papel simbólico na procissão, pois Nossa Senhora de Nazaré é a padroeira dos marinheiros. Os devotos criam pequenos altares em suas casas, lojas, bares, mercados e instituições públicas. A transmissão ocorre dentro das famílias, com crianças pequenas e adolescentes acompanhando seus pais nas festividades. Para muitos, o Círio é um retorno anual; para outros, é um espaço de manifestações políticas. (UNESCO/BPI) |                                            |

| | Roda de capoeira e ofício dos mestres de capoeira |
| Bem imaterial inscrito em 2014. |                                                   |
| A capoeira é uma prática cultural afro-brasileira – simultaneamente luta e dança – que pode ser interpretada como uma tradição, um esporte e até uma forma de arte. Os jogadores de capoeira formam um círculo no centro do qual dois jogadores se envolvem. Os movimentos exigem grande destreza corporal. Os outros jogadores ao redor do círculo cantam, cantam, batem palmas e tocam instrumentos de percussão. As rodas de capoeira são formadas por um grupo de pessoas de qualquer gênero, compostas por mestre, contramestre e discípulos. O mestre é o portador e guardião do conhecimento do círculo, devendo ensinar o repertório e manter a coesão do grupo e sua observância a um código ritual. O mestre geralmente toca um instrumento de percussão de corda única, inicia os cânticos e conduz o tempo e o ritmo do jogo. Espera-se que todos os participantes saibam fazer e tocar o instrumento, cantar um repertório compartilhado de cânticos, improvisar canções, conhecer e respeitar os códigos de ética e conduta, executar os movimentos, passos e golpes. A roda de capoeira é um lugar onde o conhecimento e as habilidades são aprendidas pela observação e imitação. Funciona também como uma afirmação de respeito mútuo entre comunidades, grupos e indivíduos e promove a integração social e a memória de resistência à opressão histórica. (UNESCO/BPI) |                                                   |

| | Complexo cultural do Bumba-meu-boi do Maranhão |
| Bem imaterial inscrito em 2019. |                                                |
| O Complexo Cultural do Bumba-meu-boi maranhense é uma prática ritualística que envolve formas de expressão musical, coreográfica, performática e lúdica, em que a relação dos praticantes com o sagrado é mediada pela figura do boi. A prática apresenta alguns elementos-chave distintivos: o ciclo da vida; o universo místico-religioso; e o próprio boi. A prática é fortemente carregada de simbolismo: ao reproduzir o ciclo de nascimento, vida e morte, oferece uma metáfora para a própria existência humana. Existem formas de expressão semelhantes em outros estados brasileiros, mas no Maranhão o Bumba-meu-boi se distingue pelos diversos estilos e grupos que abarca, bem como pela relação intrínseca entre fé, festa e arte. A cada ano, os grupos de bumba maranhenses reinventam essa festa, criando as músicas, as comédias, os bordados no couro de boi e os figurinos dos intérpretes. Divididos em cinco ‘sotaques’ principais com características particulares, os grupos, embora diversos, partilham um calendário anual de espetáculos e festividades. O ciclo de festivais – que atinge seu pico no final de junho – pode durar de quatro a oito meses, envolvendo as seguintes etapas: ensaios; a pré-temporada; batismos; performances públicas ou “brincadas”; e rituais em torno da morte do boi. A prática é um período de renovação durante o qual as energias são revigoradas, e é transmitida através de grupos infantis, oficinas de dança e de forma espontânea dentro do grupo. (UNESCO/BPI) |                                                |

| | Modos de produzir o queijo Minas artesanal |
| Bem imaterial inscrito em 2024. |                                            |
| O processo de produzir queijo Minas artesanal envole conhecimentos e técnicas desenvolvidos por pequenos produtores rurais no estado de Minas Gerais, no Brasil. Queijeiros locais são orgulhosos de sua tradição de utilizar leite coalho e o 'pingo', um composto natural de uma bactéria específica da região que, juntamente com o período de maturação e o clima locais, contribuem para o sabor, coloração e aroma específicos dos queijos. O conhecimento relacionado inclui pasteurização e manuseamento de gado, técnicas artesanais e a venda dos produtos em feiras e mercados locais. O queijo de Minas artesanal é associado à hospitalidade e comumente consumido com doces e bebidas em encontros e reuniões e em ocasiões especiais. A maioria dos queijeiros possuem pequenas propriedades rurais e trabalham em sistemas familiares de pequena escala. (UNESCO/BPI) |                                            |